# 阿爾姆德娜·希德
阿爾姆德娜·希德·托斯塔多（西班牙語：Almudena Cid Tostado；1980年6月15日—），是出生於西班牙維多利亞的知名韻律體操選手，是韻律體操選手中運動生涯最長的，也是史上第一位連續四屆進入奧運韻律體操決賽的選手。期間也幾乎從未缺席歷屆的韻律體操世界盃決賽與世界錦標賽，且大部分賽事均進入決賽。國際體操聯合會形容她是最受歡迎與尊敬的體操員之一。

## 體操生涯
阿爾姆德娜在六歲開始學習韻律體操，母親本來要她學芭蕾，後來因她的柔韌度而改練韻律體操。她在1994年開始成為西班牙國家代表隊的一員。
阿爾姆德娜是西班牙第一位連續在亞特蘭大奧運與雪梨奧運打入決賽的的韻律體操選手，後來並成為史上唯一連續參加四屆奧運，四次都進入十強決賽（亞特蘭大奧運、雪梨奧運、雅典奧運與北京奧運）的韻律體操選手。這在選手平均年齡極低的韻律體操中是一項難得的紀錄。阿爾姆德娜也是近來西歐唯一可以與東歐選手相抗衡的韻律體操選手，在北京奧運個人韻律體操中，她與以色列選手是惟二進入前十強決賽的非前蘇聯與東歐國家選手。
2001年，她的技術獲得國際體操聯合會的認可，正式將一個球操的動作以她的名字命名為「Cid Tostado Element」。
她於2003年於布達佩斯舉辦的韻律體操世界盃中，因為個人的優雅風格獲得了浪琴優雅獎。2005年地中海運動會中也取得了個人全能金牌的成績。
在2008年北京奧運韻律體操決賽最後一輪結束時，阿爾姆德娜在地上用手指畫了個愛心，並親吻地板，告別她十餘年的國家體操選手生涯。阿爾姆德娜本來預定將2008年10月在西班牙班寧多蒙的世界盃決賽，當作個人的運動生涯告別作，不過她因為參與電視節目"Circus, más dificil todavía"而放棄了這次比賽。

## 個人生活
阿爾姆德娜住在西班牙的巴塞隆納。她平日兼職模特兒的工作，與Nike簽有模特兒的合約，也為其他設計師於巴塞隆納時裝週（Pasarela Gaudí）與馬德里時裝週（Pasarela Cibeles）走秀，並於2008年奧運前夕為西班牙版的8月份男人幫雜誌拍攝性感封面。
她同時會西班牙語、巴斯克語和英語。
她也在西班牙的電視綜藝節目擔任來賓，在當地有高知名度。北京奧運後，她將投入一個實境節目"Circus, más dificil todavía"的幕前工作，擔任參賽者的指導老師。該節目於西班牙CUATRO電視台，每週一至週五下午三點十五分播出。阿爾姆德娜目前的男友Christian Gálvez也與電視圈有關係，Gálvez是西班牙的演員與電視節目主持人。

## 外部連結
- Almudena Cid Tostado官方網站 （页面存档备份，存于）
- CID Almudena，國際體操聯合會官方資料
- CIRCUS節目網站